# Міністерство транспорту Російської Федерації
Міністерство транспорту Російської Федерації (рос. Министерство транспорта Российской Федерации) — міністерство Уряду Росії, відповідальне за транспорт.
Міністерство транспорту здійснює нагляд за автомобільним транспортом, залізницями, комерційною авіацією, морським транспортом, внутрішнім водним транспортом та міськими системами метрополітену в Росії. Міністерство розробляє державну політику та правові норми, а також здійснює нагляд за геодезією, картографуванням та найменуванням географічних об'єктів. Штаб-квартира Міністерства транспорту знаходиться в Міщанському районі Москви.
Міністерство транспорту було створено у 1809 році як Міністерство шляхів сполучення Російської імперії і пізніше стало Народним комісаріатом шляхів сполучення СРСР. У 1946 році воно було реформоване у Міністерство шляхів сполучення, а згодом розширило свої повноваження, ставши Міністерством транспорту СРСР. Після розпаду СРСР у 1991 році воно було відновлене як Міністерство транспорту Російської Радянської Федеративної Соціалістичної Республіки і отримало свою теперішню назву, коли державу було перейменовано на Російську Федерацію 25 грудня 1991 року. Міністерство транспорту було об'єднане з Міністерством зв'язку та інформації на короткий період як недовговічне Міністерство транспорту та зв'язку з 9 березня по 20 травня 2004 року.
Андрій Нікітін є міністром транспорту з липня 2025 року.

## Підпорядковані агентства
- Федеральна служба з нагляду у сфері транспорту («Ространснагляд»; рос. Федеральная служба по надзору в сфере транспорта, Ространснадзор). Створена у 2004 році.
- Федеральне агентство повітряного транспорту (ФАПТ) («Росавіація»; рос. Федеральное агентство воздушного транспорта, Росавиация). Створене у 1964 році як Міністерство цивільної авіації в Радянському Союзі, відповідальне за інспекцію цивільної авіації. Попередні назви: Департамент повітряного транспорту при Міністерстві транспорту (1991—1995), Федеральна авіаційна служба (1996—1998), Федеральна служба повітряного транспорту (1999), Державна служба цивільної авіації (2000—2003). З 2004 року має поточну назву.
- Федеральне дорожнє агентство («Росавтодор»; рос. Федеральное дорожное агентство, Росавтодор)
- Федеральне агентство залізничного транспорту («Росжелдор»; рос. Федеральное агентство железнодорожного транспорта, Росжелдор), створене у 2004 році на базі розформованого Міністерства шляхів сполучення.
- Федеральне агентство морського та річкового транспорту («Росморрічфлот»; рос. Федеральное агентство морского и речного транспорта, Росморречфлот).

## Міністри транспорту Російської Федерації
| Міністр          | Роки на посаді |
| ---------------- | -------------- |
| Віталій Єфімов   | 1990 — 1996    |
| Микола Цах       | 1996–1998      |
| Сергій Франк     | 1998–2004      |
| Ігор Левітін     | 2004 — 2012    |
| Максим Соколов   | 2012–2018      |
| Євген Дітріх     | 2018–2020      |
| Віталій Савельєв | 2020–2024      |
| Роман Старовойт  | 2024-2025      |
| Андрій Нікітін   | 2025-дотепер   |